# Vilhelm I av Skottland
Vilhelm I av Skottland, även Vilhelm Lejonet, född omkring 1143, död 4 december 1214 i Stirling, var kung av Skottland. Vilhelm var son till David I:s andre son, Henrik, earl av Huntingdon (död 1152), och efterträdde 1165 sin äldre bror Malcolm IV på Skottlands tron. 
Vid en gränskonflikt med England 1168 slöt Vilhelm allians med Ludvig VII av Frankrike, det första av de många mot England riktade förbundsfördragen mellan Skottland och Frankrike. Han stödde 1173–1174 Henrik II:s av England söner vid deras resning mot fadern, men råkade därvid under ett härjningståg i Northumberland vid Alnwick i engelsk fångenskap (13 juli 1174) och måste köpa sig friheten med fördraget i Falaise (8 december samma år), vari han jämte sina baroner och Skottlands prästerskap erkände Englands överhöghet och som pant överlämnade flera gränsfästen. 
En tvist med påven om besättandet av biskopsstolen i S:t Andrews ledde till bannlysning och interdikt (1181), men slöts 1183 genom en uppgörelse, och 1188 förklarade påven Clemens III de skotska stiften oberoende av engelsk överhöghet. Vilhelms eget och de skotska baronernas vasallskap under England upphörde genom fördraget i Canterbury den 5 december 1189, vari Vilhelm som lösesumma anslog 10 000 mark till Rikard Lejonhjärtas korstågskostnader. Det är omtvistat, huruvida Vilhelm under sina konflikter med Rikards efterträdare, Johan utan land, 1212 på nytt erkände den engelske kungen som länsherre för hela Skottland. 
Vilhelm gifte sig 1186 med Ermengarde de Beaumont, en släkting till engelska kungahuset, och hans båda döttrar Margareta och Isabella förmäldes med engelska stormän (Hubert de Burgh och Roger Bigod), varigenom förbindelsen mellan England och Skottland ytterligare stärktes. Vilhelm befäste genom härnadståg till Caithness sitt välde i norra Skottland och var en ivrig stadsgrundläggare. Sitt tillnamn torde kungen snarare ha fått av det vapen han förde än på grund av några ovanliga krigiska dygder.